# Pseudoefedrina
La pseudoefedrina (también conocida como seudoefedrina o d-efedrina) es un agente farmacológico con acción agonista adrenérgica, utilizado en medicina por sus propiedades como descongestivo sistémico; frecuentemente indicado para tratar la congestión nasal, de senos y de la trompa de Eustaquio. 
Al igual que la efedrina, se puede encontrar presente como alcaloide natural en la composición de ciertas especies vegetales, siendo uno de los principios activos de Ephedra major y Ephedra vulgaris. 
En cuanto a su estructura química, es un diastereoisómero de la efedrina. Clínicamente se caracteriza por producir efectos más débiles sobre el sistema nervioso central y sobre las variables hemodinámicas.

## Propiedades
La pseudoefedrina activa, sobre todo, los receptores alfa adrenérgicos en las mucosas del tracto respiratorio superior y produce vasoconstricción. Además, produce contracción de las membranas mucosas nasales inflamadas, reduce la hiperemia tisular, el edema y la congestión nasal, y aumenta la permeabilidad de las vías respiratorias nasales. La pseudoefedrina puede aumentar el drenaje de las secreciones de los senos y abrir los conductos obstruidos de las trompas de Eustaquio.
La pseudoefedrina tiene menor afinidad que la efedrina por receptores beta-2 adrenérgicos, por lo que sus efectos broncodilatadores son más débiles. También es menor la tasa de fármaco que cruza la barrera hematoencefálica, en relación con la que cabe para la efedrina. Esto último explica la poca relevancia clínica de sus efectos sobre el sistema nervioso central.

## Farmacocinética
La pseudoefedrina se metaboliza de modo incompleto en el hígado. El comienzo 
de la acción se evidencia en 30 minutos. Se elimina por vía renal. La 
velocidad de la excreción aumenta en orina de pH ácido.

## Reacciones adversas
La administración de pseudoefedrina puede asociarse eventualmente con algunas reacciones adversas como aumento de la presión arterial, taquicardia, nerviosismo e inquietud. También pueden aparecer: micción dolorosa o difícil, mareos, cefaleas, resequedad en la boca, eyaculación precoz en pacientes que la utilicen regularmente como antihistamínico para controlar los síntomas de la rinitis alérgica y sinusitis (particularmente en casos crónicos y/o bacteriológicos).
Para los casos de micción dolora o resequedad, el paciente debe ingerir, por obvio que parezca, mayores cantidades de agua de lo que normalmente consume. El bajo consumo de agua derivaría en cuadros similares al Meth Mouth (Labios de Metedrina), causados por alcaloides derivados de este principio.
En muchos casos, a pesar de sus efectos estimulantes, ciertos usuarios pueden experimentar somnolencia durante la ingesta.

## Precauciones y advertencias
La medicación se debe tomar algunas horas antes de acostarse para minimizar 
la posibilidad de insomnio. Los efectos adversos aparecen con mayor frecuencia en lactantes, en recién nacidos y pretérminos. La bibliografía desaconseja su 
uso durante el período de lactancia, debido a que las aminas simpaticomiméticas implican un riesgo mayor que el normal para el lactante.

### Interacciones
- Los antidepresivos del tipo de los IMAO (inhibidores de la monoamino oxidasa) pueden prolongar e intensificar los efectos vasopresores y cardiotónicos de la pseudoefedrina.
- La administración de pseudoefedrina antes o poco después de la anestesia con cloroformo, ciclopropano o halotano puede aumentar el riesgo de arritmias ventriculares severas, sobre todo en pacientes con una cardiopatía preexistente.
- Las hormonas tiroideas pueden aumentar los efectos de la pseudoefedrina.
- La pseudoefedrina puede inhibir el efecto de los bloqueantes beta adrenérgicos.
- La administración simultánea con otros medicamentos estimulantes puede resultar en estimulación aditiva sobre el SNC.
- El uso de glucósidos digitálicos o levodopa puede aumentar el riesgo de arritmias cardíacas.
- Los efectos de la medicación antihipertensiva pueden ser menores ante la administración concomitante de pseudoefedrina.
- Puede producirse también una reducción en los efectos antianginosos de los nitratos.

### Contraindicaciones
La relación riesgo-beneficio debe evaluarse en presencia de cardiopatía 
isquémica, hipertensión leve a moderada, diabetes mellitus, glaucoma, 
hipertiroidismo e hipertrofia prostática.
Las personas con depresión bipolar deben tener cuidado al tomar pseudoefedrina ya que puede causar insomnio o desencadenar un episodio maníaco.
Se encuentra prohibido por la WADA (Agencia Mundial Antidopaje, por sus siglas en inglés) cuando su concentración en la orina supera los 150 microgramos/mL.

### Restricciones en su venta
El 23 de noviembre de 2007 se emite un acuerdo en México en el que se prohíbe la comercialización de medicamentos con pseudoefedrina, bajo el argumento de que esta es una sustancia precursora de la metanfetamina. Dicha prohibición fue instaurada a raíz del arresto en 2006 de Zhenli Ye Gon, un empresario que se dedicaba a importar pseudoefedrina legalmente para después comercializarla clandestinamente entre productores de metanfetamina.
Guatemala se suma a partir del 9 de febrero de 2009 a la lista de países como México y Honduras, que prohíben la comercialización de la pseudoefedrina, combinación química usada para fabricar drogas sintéticas. Decisión que no fue muy bien vista en los consumidores de productos como el Claritine D, altamente efectivo contra la rinitis alérgica, y que consideraron dicha decisión ignorante, ya que el alto costo de estos medicamentos, sumado al costo de la separación de la pseudoefedrina de ellos, no hacía rentable la extracción del químico con fines de precursor de anfetaminas. Colombia prohibió la comercialización de medicamentos con este compuesto a partir de finales del 2010. En otras naciones, como Argentina, hay regulación para que esa sustancia sólo sea empleada como medicina.
La pseudoefedrina se usa en la manufacturación de Metanfetamina. El proceso es muy sencillo y la droga que se obtiene es extremadamente adictiva con efectos secundarios permanentes.